# Експортна ліцензія
Ліце́нзія е́кспортна (імпортна) — належним чином оформлене право на експорт (імпорт) протягом встановленого терміну певних товарів або валютних коштів з метою інвестицій та кредитування.
Митне оформлення товарів, експорт яких підлягає ліцензуванню, здійснюється тільки за наявності відповідної ліцензії.